# Раевский (село)
Ра́евский (баш. Раевка) — село (с 16 ноября 1938 года до 2005 г. посёлок городского типа) в Республике Башкортостан России, административный центр Раевского сельсовета и Альшеевского района. Второе по численности населения (после Иглино) село в Башкортостане.

## География
Расположен на левом берегу реки Дёмы (приток Белой), в месте впадения в неё реки Курсак.
Железнодорожная станция Раевка, расположенная в 100 км к юго-западу от столицы республики города Уфы.

## Климат
Климат умеренный континентальный, характеризуется умеренно засушливым летом в западной и засушливым — в восточной частях района. Среднегодовая температура воздуха: +2,7 °C. Самый холодный месяц: январь (абсолютный минимум температуры воздуха составил −46 °C), самый тёплый: июль (абсолютный максимум достигает +40 °C). Амплитуда колебания температуры воздуха в течение года и суток значительна. Зима продолжительная, снежный покров держится в среднем в течение 140 дней и достигает наибольшей высоты ко второй декаде февраля. Максимальная глубина промерзания почвы: 155 см, наблюдается в марте. Продолжительность безморозного периода в среднем составляет 124 дня. Наибольшее количество осадков в виде дождей, чаще ливневого характера, приходится на летний период (278 мм.) и способствует возникновению эрозионных процессов. В холодный период года в среднем выпадает 112 мм осадков. Среднегодовое количество осадков составляет 390 мм.

## История

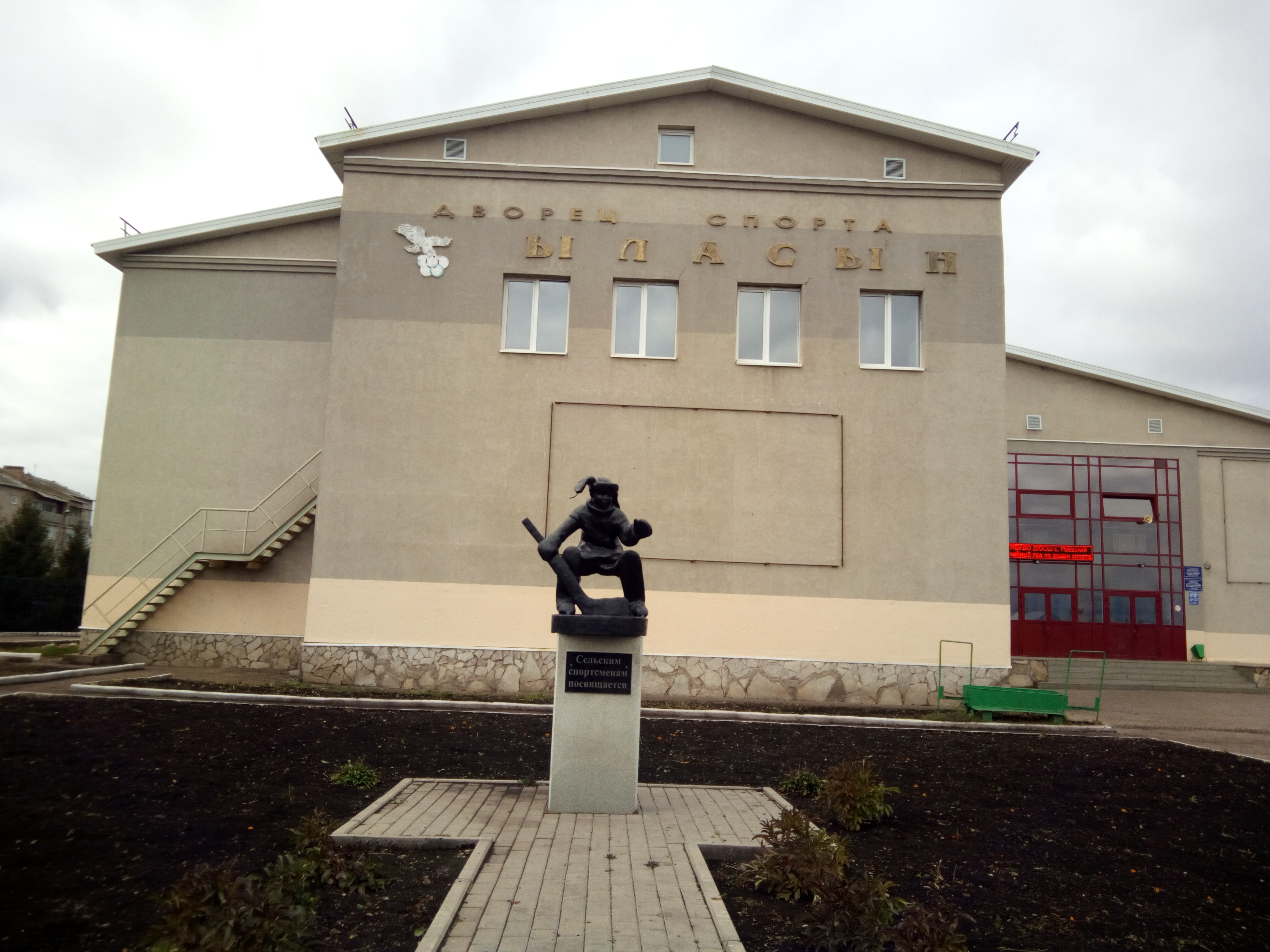
Спортивный дворец «Ыласын» в селе Раевский

В 1798—1865 гг. данная территория с башкирским населением входила в состав 12-го башкирского кантона.
С 1866 года вместо названных кровнородственных племенно-родовых административных образований возникли территориальные волости: Альшеевская и Слаковская.
На месте современного поселка Раевский существовало сразу несколько поселений Альшеево, Раевка и Янаул.
Альшеево (башк. Әлшәй) Основано в нач. 18 в. башкирами Яик-Суби-Минской вол. Ногайской дороги на собственных землях. Названо по имени первопоселенца. В 1795 в 30 дворах проживало 142 чел., в 1865 в 65 дворах — 538 человек. Занимались скотоводством, земледелием, пчеловодством. В Альшеево находилось волостное правление, была мечеть, 2 училища. В 1906 зафиксирована мечеть, 2 водяные мельницы, бакалейная лавка; в деревне располагалось волостное правление. В 1920 население Альшеево учтено вместе с населением поселков Раевка и Альшеевский. В 1935 Альшеево как районный центр (до 1938) дало название району. Население: в 1906—783 человек; 1917 — 3394 человека. К 1938 относилось к Альшеевскому с/с одноимённого района.
```
Посёлок Раевка близ железнодорожной станции Раевка, здание вокзала и участок железной дороги профинансированы Раевым Александром Фёдоровичем.
```

Переселенцы арендуют у башкир усадебные места у самой железнодорожной станции. Пашню покупают ежегодно в разных местах. Живут главным образом заработками на железной дороге . За усадьбу под двор и за право пасти свой скот платят 3 руб. от двора.
В 1890 году было 6 дворов с 60 жителями, в 1897 г. — 17 дворов. В 1917 году в посёлке Раевский-1 в 284 дворах насчитывалось 1587 русских (имеющих 484 десятины пашни), в 68 дворах — 419 украинцев, в 40 дворах — 221 немец, в 16 дворах — 81 белорус, ещё в 16 дворах — 83 поляка, в 6 дворах — 39 эстонцев, и 2 дворах — 9 мордвинов, а также 11 литовцев и латышей.
В посёлке Раевский русских было 711 чел., украинцев — 180 чел., белорусов — 63 чел., немцев — 19 чел., чувашей — 11 чел., поляков — 6 чел, мордвинов — 6 чел., литовцев — 3 чел., турок — 1 человек.
Станция Раевка состояла из 69 дворов, где проживало 300 русских, 23 поляка, 17 украинцев, 14 белорусов. В 1920 году, в посёлке городского типа Раевка вместе с посёлком Альшеевским и деревней Альшеево насчитывалось 940 дворов с 5800 жителями, главным образом русских.
31 января 1935 года населённый пункт вошёл в состав новообразованного Альшеевского района.
16 ноября 1938 года селение Альшеево было объединено с посёлком при станции Раевка (Куйбышевской ж/д) в рабочий посёлок Раевский.

## Население
| 1959    | 1970    | 1979    | 1989    | 2002    | 2009    | 2010    |
| ------- | ------- | ------- | ------- | ------- | ------- | ------- |
| 12 767  | ↗13 099 | ↗13 622 | ↗17 750 | ↗20 022 | ↗20 330 | ↘19 557 |
| 2012    | 2013    | 2014    | 2015    | 2016    | 2017    | 2018    |
| ↗20 041 | ↘20 014 | ↘19 874 | ↘19 588 | ↘19 517 | ↘19 384 | ↘19 294 |
| 2019    | 2020    | 2021    |         |         |         |         |
| ↘19 058 | ↘18 976 | ↘18 698 |         |         |         |         |

Национальный состав
Согласно переписи 2002 года, преобладающие национальности — русские (36,2 %), татары (31,5 %), башкиры (23,8 %).
Согласно переписи 2020 года, преобладающие национальности — русские (37,7 %), башкиры (32,8 %), татары (26,5 %).

## Экономика
АО «Раевсахар», ООО "Раевский мясокомбинат «Альшей-мясо», АО «Раевский элеватор», АО «Башкиравтодор» филиал Альшеевское ДРСУ, ПАО «Газпром» газораспределение Уфа, ПАО «Башнефть», Альшеевское районное потребительское общество.
ООО "Раевский мясокомбинат «Альшей-мясо» выпускает колбасные изделия 48 наименований, копчёности, мясные консервы, жиры пищевые, полуфабрикаты, сухие корма.
С начала строительства газовых сетей в 1971 году в районе введено в эксплуатацию 166,8 км газопроводов: природным газом обеспечено 4210 квартир, газобаллонные установки смонтированы в 878 квартирах. Полностью или частично газифицированы 17 ассоциаций крестьянских хозяйств, 6 совхозов, 133 населённых пункта.
Товарами народного потребления в полной мере обеспечивает районное потребительское общество. За последние 30 лет им построены и введены в эксплуатацию более 30 магазинов, складские помещения, цеха по производству колбасных изделий. Имеется крупное подсобное хозяйство по выращиванию свиней.

## Микрорайоны села
Сахарный, Консервный, Янаул, Центр, Совхоз.

## Фотогалерея

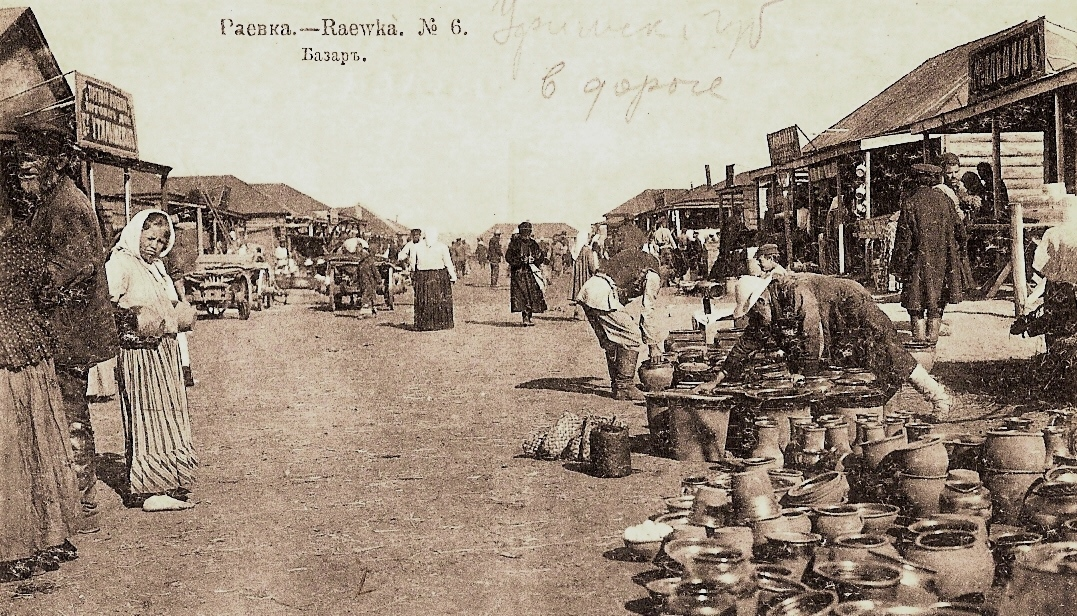
Раевский. Базар. 1918 г.
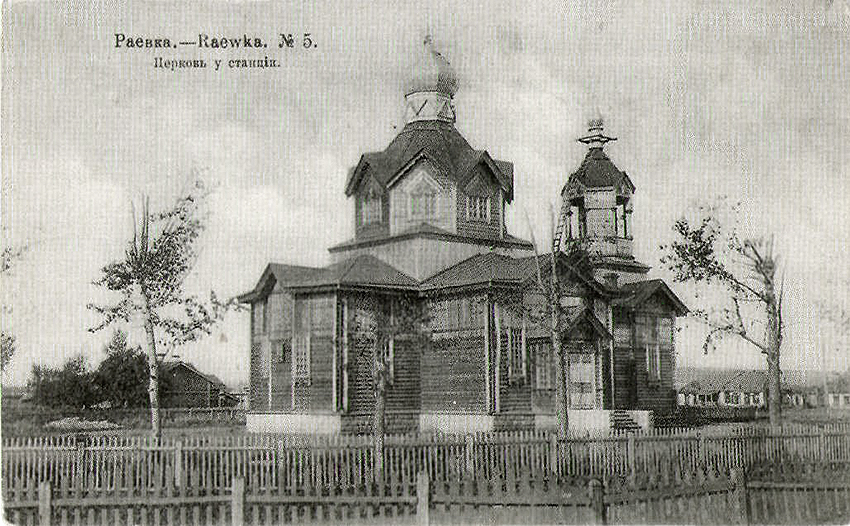
Никольская церковь в Раевском
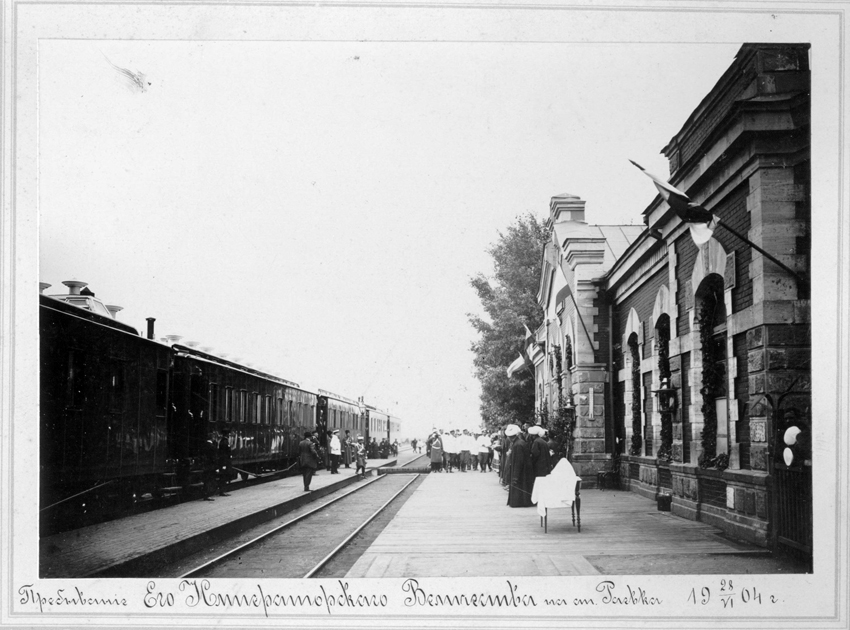
Прибытие Императора в Раевское
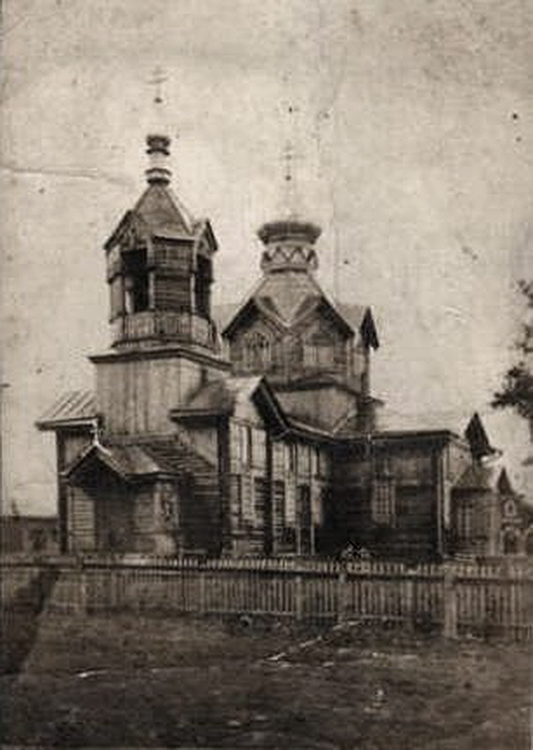
Никольская церковь
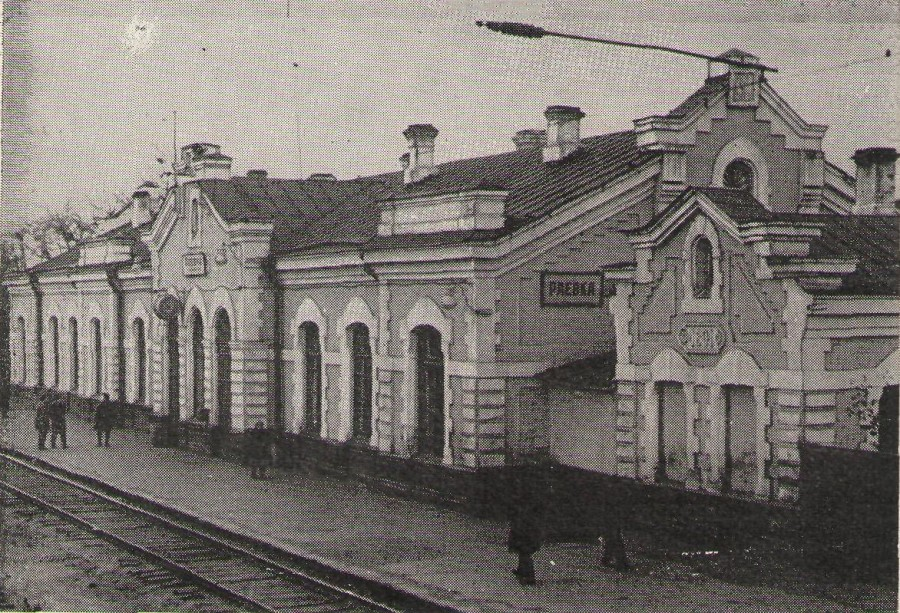
Раевское. Вокзал. Около 1910—1917 гг.
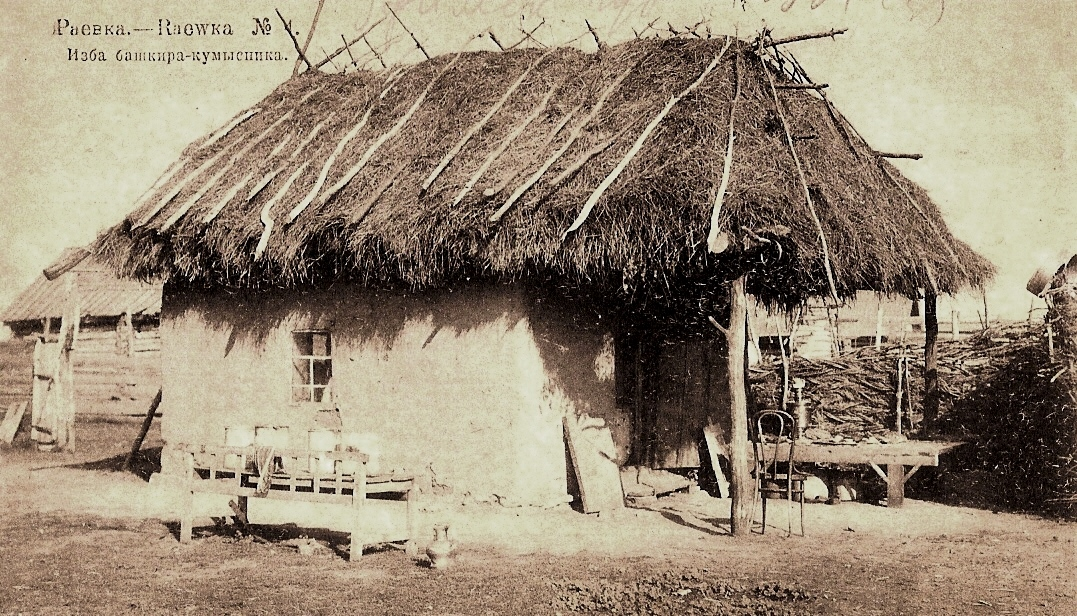
Раевское. Изба башкира-кумысника. 1918 г.
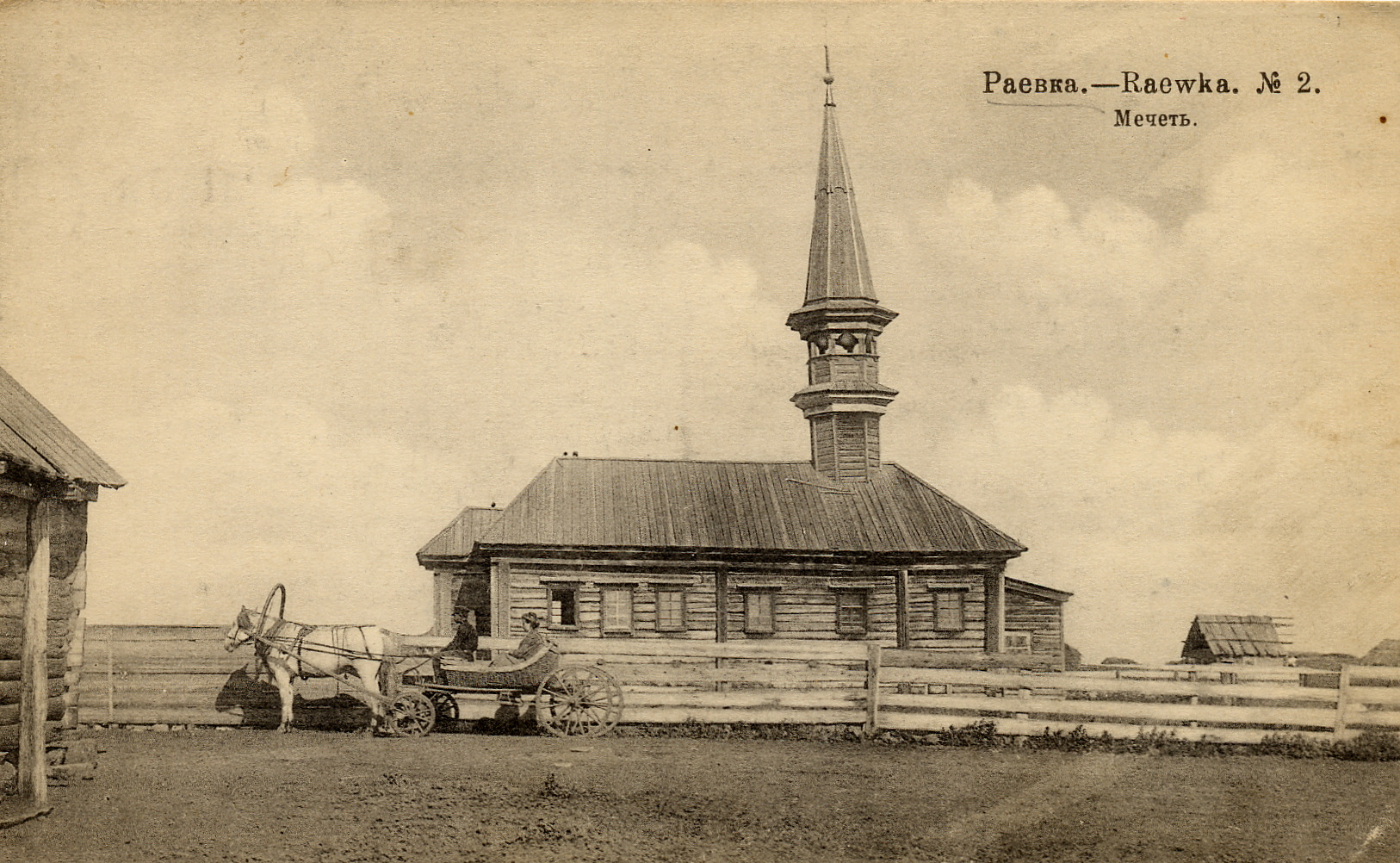
Мечеть в Раевке, 1910 год

## Радио
- 90,2 МГц — Авторадио
- 99,1 МГц — Радио «Регион»
- 99,5 МГц — Новое Радио
- 100,7 МГц — Спутник ҒМ
- 102.7 МГц — Русское радио
- 103,2 МГц — Радио Юлдаш
- 105,2 МГц — Радио Дача
- 105,8 МГц — Радио ENERGY
- 106,3 МГц — Радио России

## Религия
Мечети:
- Мечеть — памятник истории

Православные храмы:
- Свято-Никольский храм

## Люди, связанные с селом
- Губайдуллин, Мансур Садыкович — экономист, почётный академик Академии наук Республики Башкортостан (1996), профессор (1973), доктор экономических наук (1978), заслуженный деятель науки Башкирской АССР (1976).
- Масалимов, Урал Тимербулатович — автор флага Республики Башкортостан.
- Платонов, Алексей Трофимович — живописец, заслуженный художник Башкирской АССР (1969).
- Сафин, Алмаз Минигалеевич — военнослужащий, старшина, разведчик-оператор десантно-штурмового полка, Герой России (посмертно, 2023).
- Тюленева (Филатова), Любовь Андреевна — учитель, работала в п. Раевский в 1947—1957 годах, кавалер ордена Ленина.
- Утяшева, Ляйсан Альбертовна — российская спортсменка, заслуженный мастер спорта по художественной гимнастике.
- Шамиль Анак — поэт, заслуженный работник культуры БАССР (1990). Член Союза писателей РБ и СССР (1969).